# Фонтене-о-Роз (кантон)
Фонтене́-о-Роз (фр. Fontenay-aux-Roses) — кантон у Франції, в департаменті О-де-Сен регіону Іль-де-Франс.

## Склад кантону
Кантон включає в себе 1 муніципалітет:
| Муніципалітет | Площа | Населення, осіб | Рік  |
| ------------- | ----- | --------------- | ---- |
| Фонтене-о-Роз | 2,51  | 24066           | 2007 |

| Франція | Це незавершена стаття з географії Франції. Ви можете допомогти проєкту, виправивши або дописавши її. |